# Boys & Girls Clubs of America

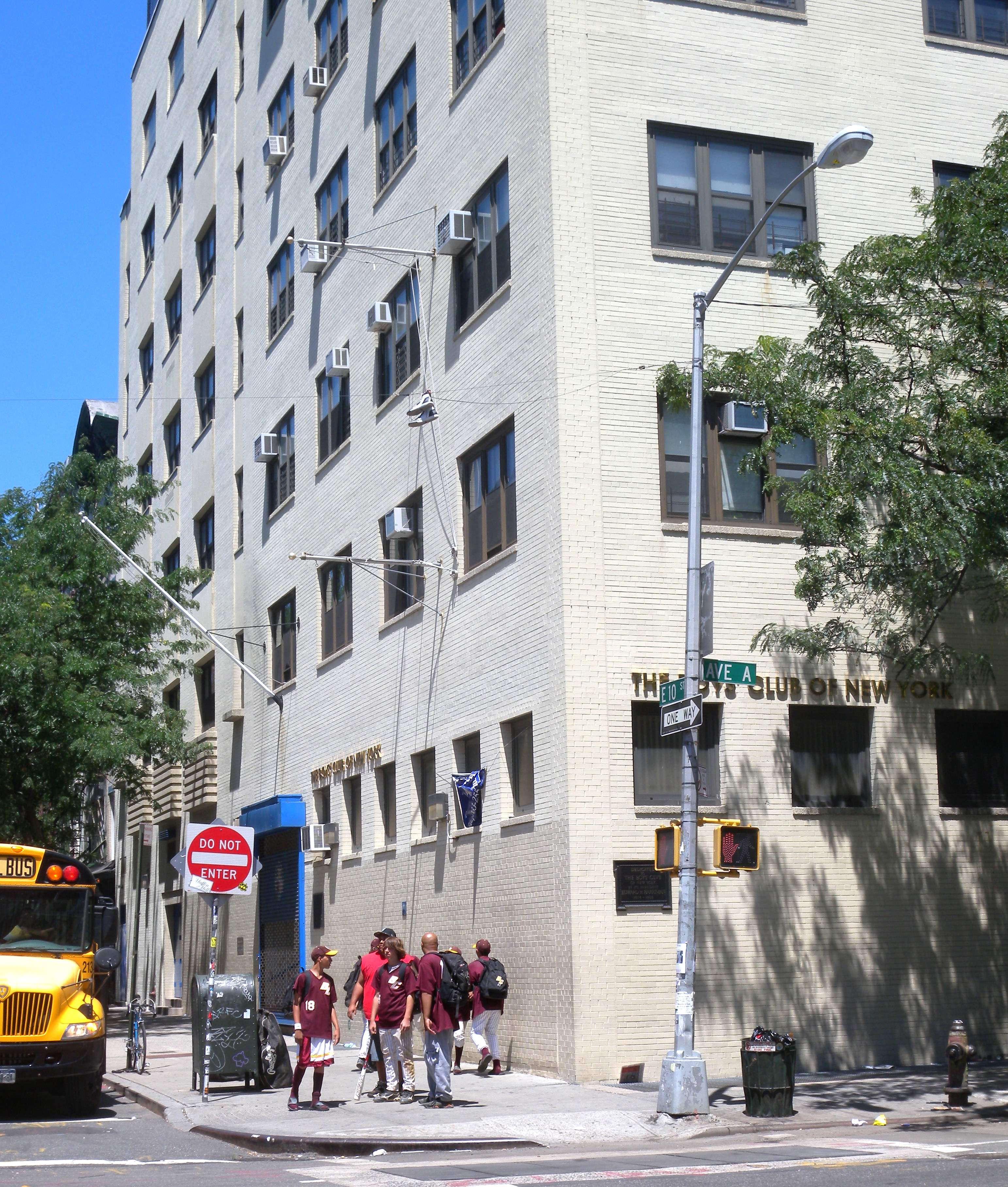
Boys Club de Nova York, Lower East Side de Manhattan, Nova York, Nova York

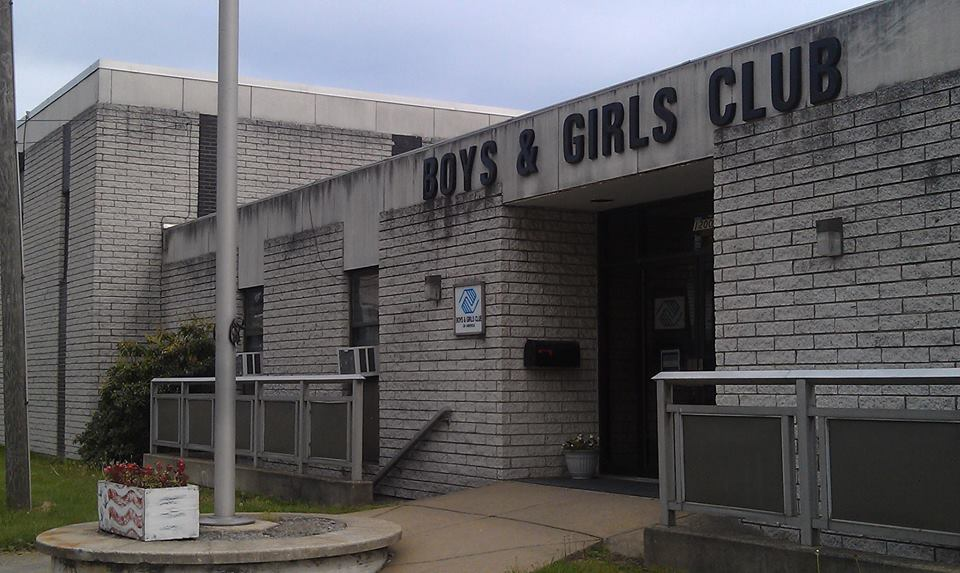
Boys & Girls Club de Parkersburg, Virgínia Occidental

Boys & Girls Clubs of America (BGCA) és una organització nacional de seccions locals que ofereix programes voluntaris extraescolars per a joves. L'organització, que té una carta del Congrés sota el títol 36 del Codi dels Estats Units, té la seva seu a Atlanta, amb oficines regionals a Chicago, Dallas, Atlanta, Nova York i Los Angeles. BGCA està exempta d'impostos i està parcialment finançada pel govern federal.

## Història
El primer Boys' Club va ser fundat el 1860 a Hartford, Connecticut, per tres dones, Elizabeth Hamersley i les germanes Mary i Alice Goodwin. El 1906, 53 clubs de nois independents es van reunir a Boston per formar una organització nacional, els clubs de nois federats. El 1931, l'organització es va rebatejar com Boys' Clubs of America, i el 1990, Boys & Girls Clubs of America. A partir de 2010, hi ha més de 4.000 clubs locals autònoms, que són afiliats a l'organització nacional. En total, aquests clubs donen servei a més de quatre milions de nens i nenes. Els clubs es poden trobar als 50 estats, així com a llocs de Puerto Rico, les Illes Verges i bases militars dels EUA. En total, Boys & Girls Clubs of America donen feina a uns 50.000 membres del personal.
The Chronicle of Philanthropy va classificar Boys & Girls Clubs of America com a número u entre les organitzacions juvenils per 13è any consecutiu i el número 12 entre totes les organitzacions sense ànim de lucre. Els Boys & Girls Clubs of America és l'organització benèfica oficial de la Major League Baseball. Denzel Washington, un antic membre del club, ha estat el portaveu de Boys & Girls Clubs of America des de 1993.

## Llistes de fundadors

### Boys Clubs of America, 1940
Aquestes persones es van reunir el 1940 per crear els Boys Clubs of America:
- Herbert Hoover, 31è president dels Estats Units
- William E. Hall, guanyador de la Medalla d'Honor dels EUA
- Albert L. Cole, director general de Reader's Digest
- James A. Farley, director general de correus dels Estats Units
- Albert C. Wedemeyer Cap de Plans i Operacions de l'exèrcit dels EUA
- Matthew Woll, vicepresident de l'AFL-CIO
- Jeremiah Milbank Jr., dos vegades president del Comitè de Finances del Partit Republicà
- Stanley Resor, secretari de l'exèrcit
- James B. Carey, president de l'AFL-CIO
- J. Edgar Hoover, director de l'Oficina Federal d'Investigació
- Lewis L. Strauss, president de la Comissió d'Energia Atòmica dels EUA
- Robert I. Wood, quartermaster general de l'exèrcit, vicepresident de Sears
- Fred C. Church Jr., empresari d'assegurances
- H. Bruce Palmer, president de la Mutual Benefit Life Insurance Company
- Edgar A. Guest, presentador de televisió i ràdio
- Nicholas H. Noyes, Indianàpolis, Indiana; magnat del petroli
- George A. Scott, president, Walker-Scott Company
- EE Fogelson, coronel de l'exèrcit i baró del bestiar i del petroli
- Ernest Ingold de San Francisco, Califòrnia
- Jesse Draper d'Atlanta, Geòrgia
- Julius J. Epstein
- Joan Albert

### Boys & Girls Clubs of America, 1990
El 1990, Boys Clubs of America va ser succeït per Boys & Girls Clubs of America, que va ser fundat per les persones següents:
 
- Gerald W. Blakeley, Jr., Boston, Massachusetts
- Roscoe Brown, Bronx, New York City, New York
- Cees Bruynes, Stamford, Connecticut
- Arnold I. Burns, New York, New York
- John L. Burns, Greenwich, Connecticut; President of the Boys' Clubs of America (1968–81), Chairman (1981–88)[9]
- Hays Clark, Hobe Sound, Florida
- Mrs. Albert L. Cole, Hobe Sound, Florida
- Mike Curb, Burbank, California
- Robert W. Fowler, Atlantic Beach, Florida
- Thomas G. Garth, New York, New York
- Moore Gates, Jr., Princeton, New Jersey
- Ronald J. Gidwitz, Chicago, Illinois
- John S. Griswold, Greenwich, Connecticut
- Claude H. Grizzard, Atlanta, Georgia
- George V. Grune, Pleasantville, New York
- Peter L. Haynes, New York, New York
- James S. Kemper, Northbrook, Illinois
- Plato Malozemoff, New York, New York
- Edmund O. Martin, Oklahoma City, Oklahoma
- Donald E. McNicol, New York, New York
- Carolyn P. Milbank, Greenwich, Connecticut
- Jeremiah Milbank, New York, New York
- C. W. Murchison III, Dallas, Texas
- W. Clement Stone, Lake Forest, Illinois

## Membres notables
Alguns membres notables dels Boys & Girls Clubs of America:
- Ashanti
- General Wesley Clark
- Donnie Copeland
- Misty Copeland
- Lee Corso
- John Paul DeJoria
- John Duren
- Anthony Ervin
- Don Fisher
- Edward Furlong
- Cuba Gooding Jr.
- Natalie Gulbis
- Hulk Hogan
- Evander Holyfield[11]
- Earvin "Magic" Johnson
- Jackie Joyner-Kersee
- Dante Lauretta
- Paul "Triple H" Levesque
- Jennifer Lopez
- Mario Lopez
- Vince McMahon
- Ne-Yo
- Danny Neaverth
- Edward James Olmos
- Shaquille O'Neal
- Sugar Ray Leonard
- Joey Reynolds
- Smokey Robinson
- CC Sabathia
- Adam Sandler
- Martin Sheen
- Usher
- Courtney B. Vance
- Denzel Curry
- Denzel Washington
- Kerry Washington
- Shaun White
- Katy Perry
- Michael Vick